# 李乐平
李乐平（1906年—1971年），又名李子升，男，山东滕县人，中华人民共和国政治人物，曾任鲁南行署主任、徐州市政府市长，江苏省政协副主席，第三、四届全国政协委员。